# 済生会今治病院
済生会今治病院（さいせいかい いまばりびょういん）は、済生会が運営する病院であり、愛媛県今治市喜田村に立地している。2002年には今治駅前に済生会今治第二病院を開設している。病院だけでなく、在宅介護センターなども運営している。

## 沿革
- 1939年1月 - 今治市常盤町に「済生会今治診療所」開設。
- 1947年11月 - 別宮町に移転し「済生会今治病院」となる。
- 1967年9月 - 新館を建築。
- 1981年10月 - 喜田村に新築移転する。
- 1989年3月 - 西棟を増築し、老人保健施設を併設する。
- 1989年4月 - 訪問介護を開始。
- 1989年6月 - 老人保健施設「希望の園」を開園。
- 1993年12月 - 地域ケア室を設置。
- 1994年5月 - 検診室を設置。
- 1997年2月 - 在宅介護支援センターを開業。
- 1997年8月 - 訪問看護ステーションを開業。
- 1999年10月 - 居宅介護支援事業所を開業。
- 2000年4月 - 訪問介護事業所を開業。
- 2002年3月 - サイバーナイフ棟を増築。
- 2002年4月 - 水島病院跡地に済生会今治第二病院を開設。
- 2003年11月 - 済生会今治第二病院を新築。
- 2003年12月 - 訪問看護・訪問介護・居宅介護支援事業を第二病院へ移設。
- 2007年1月 - がん診療連携拠点病院に指定。
- 2009年10月 - リニアック棟を増築。
- 2010年11月 - 老健新棟を増築。
- 2011年3月 - 病院新棟（新館）を増築。
- 2012年7月 - 新病棟増改築が完成。
- 2013年4月 - 緩和ケア病棟を開設。
- 2015年5月 - 健診センターを開設。
- 2017年
  - 3月 - 愛媛大学医学部附属病院と医療連携に係る協定を締結。
  - 10月 - 院外処方へ移行。
- 2018年
  - 1月 - 外来棟の増改築。
  - 10月 - 地域包括ケア病棟開設。
- 2021年7月 - イオンモール今治新都市と「未来に向けた持続可能なまちづくり協定」締結。

## 診療科目
- 内科
- 小児科
- 外科
- 整形外科
- 皮膚科
- 泌尿器科
- 循環器内科
- 麻酔科
- 脳神経外科
- 心臓血管外科
- 形成外科
- 神経内科
- リウマチ内科

## 医療機関の指定・認定
（下表の出典）
| 保険医療機関                                   | 臨床研修病院                                                                   |
| 労災保険指定医療機関                           | がん診療連携拠点病院等                                                         |
| 指定自立支援医療機関（更生医療）               | 特定疾患治療研究事業委託医療機関                                               |
| 指定自立支援医療機関（育成医療）               | DPC対象病院                                                                    |
| 指定自立支援医療機関（精神通院医療）           | 指定小児慢性特定疾病医療機関                                                   |
| 身体障害者福祉法指定医の配置されている医療機関 | 無料低額診療事業実施医療機関                                                   |
| 生活保護法指定医療機関                         | 難病の患者に対する医療等に関する法律（平成26年法律第50号）に基づく指定医療機関 |
| 原子爆弾被害者一般疾病医療取扱医療機関         |                                                                                |

- 救急告示病院（二次救急）に指定されている[2]。
- 公益財団法人日本医療機能評価機構認定病院[3]
- NPO法人卒後臨床研修評価機構認定証発行病院[4]
- このほか、各種法令による指定・認定病院であるとともに、各学会の認定施設でもある。

## アクセス

### バス
- 瀬戸内運輸「済生会病院前」停留所（病院前）で下車すぐ[5]
- 瀬戸内海交通「済生会今治病院」停留所（敷地内）下車してすぐ。
- 朝倉地域乗合タクシー「済生会今治病院」停留所で下車してすぐ。
- 今治小松自動車道今治湯ノ浦インターチェンジから約6km
- JR予讃線伊予富田駅から約2km

## 周辺情報
- レデイ薬局喜田村店
- 愛媛銀行今治東支店
- ワールドプラザ

## 関連施設
- なでしこ保育所 - 愛媛県今治市喜田村7-2-30[6]